# La espera (Margot)
La espera (Margot) es una pintura al óleo sobre cartón realizada por Pablo Picasso en 1901 en París y que actualmente forma parte de la colección permanente del Museo Picasso de Barcelona. Se muestra en la Sala 7 de la colección permanente del museo. Está firmado «Picasso» en el ángulo inferior izquierdo. Forma parte de la adquisición de la colección privada de Lluís Plandiura en 1932.

## Descripción
La obra está ambientada en la vida nocturna parisina que Picasso conoció a principios del siglo XX. Se trata del retrato de una mujer,  morfinómana o prostituta, pintada con un trazo rápido y suelto, muy colorista, con un tratamiento pictórico en parte  divisionista.
Asimismo, hay que notar la pincelada gruesa y enérgica, influencia de Van Gogh y el reseguimiento en negro de la figura, característico también de algunas obras de Van Gogh y del movimiento artístico francés nabis.
El cromatismo vivo permite ver como aquí Picasso se siente cautivado por el juego de luces y se divierte con el uso del color. La utilización profusa del rojo le sirve para colorear tanto el traje y el sombrero como el rostro -labios, maquillaje- y también para salpicar la pared del fondo.

## Contexto

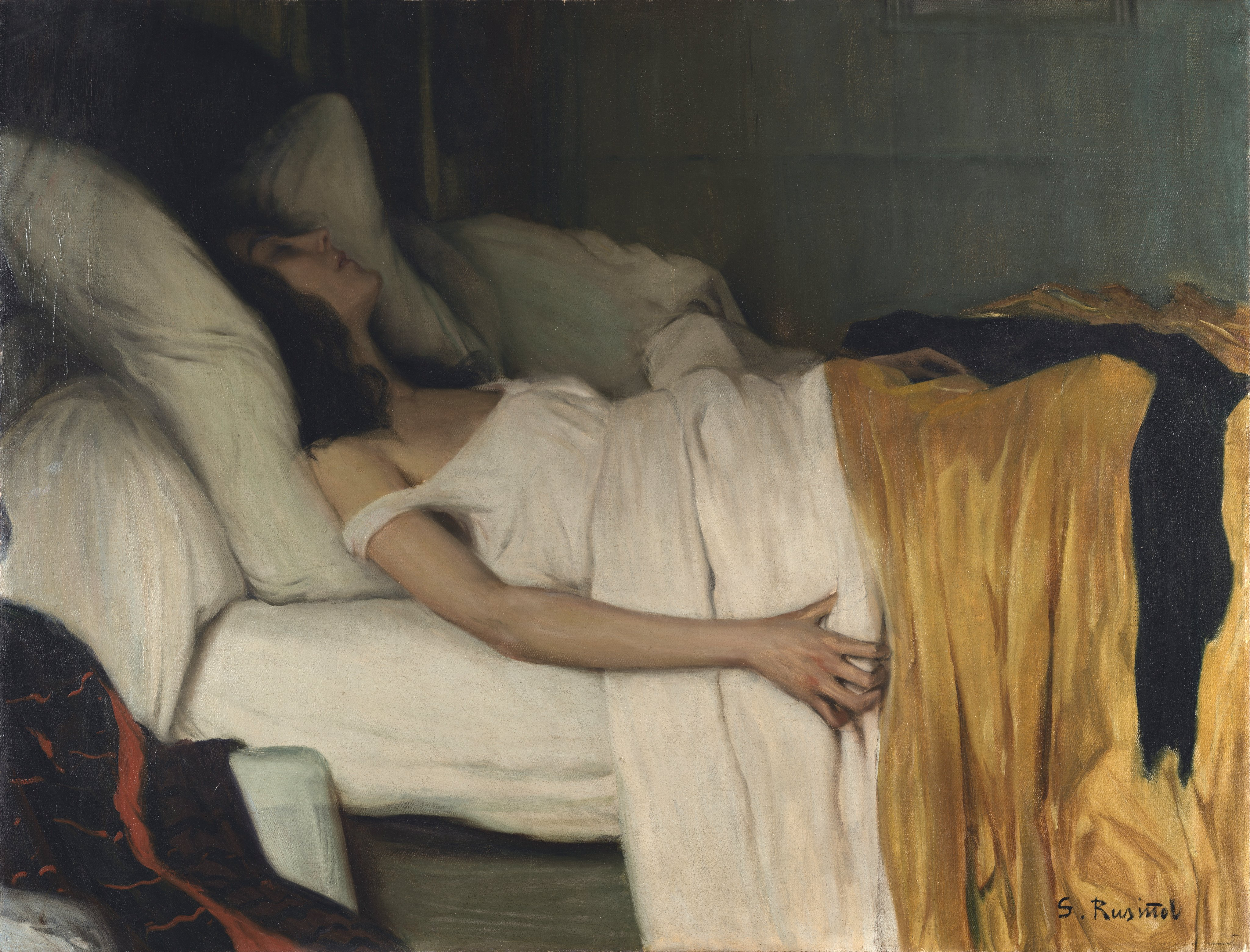
La Morfina, de Santiago Rusiñol.

Del 25 de junio al 14 de julio de 1901, Pere Mañach —catalán establecido en París y primer marchante de Picasso—, con la colaboración del crítico de arte Gustave Coquiot, le organiza una exposición en la galería de Ambroise Vollard, el marchante de arte más importante de París a finales del siglo XIX y principios del XX, el cual, con una
prodigiosa intuición y un gusto estético excepcional, descubrió o lanzó a los pintores postimpresionistas, a Van Gogh y a Cézanne, a los nabís y a los fauves y, finalmente, a Matisse y a Picasso.
El joven Picasso expone allí 64 pinturas y algunos dibujos, junto a obras del pintor vasco Francisco Iturrino. Margot debía de formar parte de esta exposición —se ha identificado como la Morfinómana, que constaba en el catálogo con el número 9— y también es conocida como Pierreuse [prostituta] con la mano sobre el hombro. Esta temática también es tratada por otros artistas de la época, como, por ejemplo, Santiago Rusiñol (La morfina, 1894), Anglada Camarasa o Van Dongen.
La exposición tuvo cierto éxito: «casi todos los periódicos se han ocupado de ella favorablemente», escribiría el propio Picasso y consiguió la admiración de Max Jacob, el cual, justo al día siguiente de la inauguración, fue invitado por Mañach a conocer a Picasso y ver otras obras suyas.
Coquiot describe a Picasso como un «frenético enamorado de la vida moderna», que anota «todos los espectáculos de la calle, todas las aventuras humanas» —tanto paisajes como prostitutas, aspectos de la calle como interiores—. También admira su pincelada frenética: «no se puede dejar de verle [...] si no es llenando deprisa, rabiosamente, su tela, impaciente de no poder hacer ir su mano más deprisa», que ejecuta con «largos pinceles cargados de color».)
En julio de 1901, el crítico Félicien Fargus remarca en la Revue Blanche que Picasso «adora el color en sí mismo», y Pierre Daix califica esta obra de prefauvista.
En 1932, esta obra fue adquirida al coleccionista catalán Lluís Plandiura por la Junta de Museos, junto con otras obras picassianas que, al abrirse el Museu Picasso de Barcelona en 1963, pasaron a integrar su fondo permanente.

## Puntillismo, divisionismo
Si en una carta de 1897, dirigida a su amigo Bas, Picasso había calificado el puntillismo de «obcecación», en su estancia en París será influido, entre otros, por este estilo —todavía en boga entre los pintores de vanguardia—, tal como constatamos en Margot.
Puntillismo era la denominación más popular de la técnica denominada divisionismo, consistente en la yuxtaposición de pinceladas cortas de colores puros, a fin de conseguir una combinación óptica —en la retina del espectador, en una contemplación a cierta distancia— mucho más intensa y luminosa que la conseguida con la mezcla física
tradicional de los colores en la paleta.
Los pintores Georges Seurat y Paul Signac, abanderados y teóricos del divisionismo, repudiaban el término puntillismo por ser inexacto y superfluo, e incluso tuvieron que soportar un nuevo calificativo que acuñaron, condesprecio, sus detractores: estilo «confeti». Picasso, sin embargo, inventa: haciendo una adaptación personal de esta
técnica, no la aplica ni con la característica pincelada neoimpresionista —la de Picasso es más suelta—, ni sistemáticamente —limita su uso especialmente al fondo, y en parte a la mesa, mientras que para el tratamiento de la figura parece buscar la inspiración en pintores como Henri de Toulouse-Lautrec o Théophile Alexandre Steinlen—.
El divisionismo también está presente en otras obras conservadas en el Museu Picasso de Barcelona: en La Nana, fechada aquel mismo año, pero también en la más tardía Mujer con mantilla, pintada en Barcelona en 1917 y que dejó inacabada, quizá insatisfecho con el resultado de un divisionismo aplicado esta vez de una manera más sistemática y canónica que en las dos obras precedentes.
Margot fue la obra elegida como imagen de comunicación de la exposición del Musée d'Orsay «De Cézanne à Picasso, chefs-d’oeuvre de la galerie Vollard», celebrada de junio a septiembre de 2007, y que reunió en París más de un centenar de obras, procedentes de todo el mundo, que habían sido propiedad de Ambroise Vollard.